# Dichrogaster defecta
Dichrogaster defecta là một loài tò vò trong họ Ichneumonidae.